# Hùng Việt, Cẩm Khê
Hùng Việt là một xã thuộc huyện Cẩm Khê, tỉnh Phú Thọ, Việt Nam.

## Địa lý
Xã Hùng Việt nằm ở phía đông nam huyện Cẩm Khê, có vị trí địa lý:
- Phía đông giáp huyện Thanh Ba
- Phía tây giáp các xã Phú Lạc, Văn Khúc, Yên Dưỡng
- Phía nam giáp xã Điêu Lương
- Phía bắc giáp xã Phú Lạc.

Xã Hùng Việt có diện tích 11,26 km², dân số năm 2018 là 8.472 người, mật độ dân số đạt 752 người/km².

## Lịch sử
Địa bàn xã Hùng Việt hiện nay trước đây vốn là ba xã: Cát Trù, Hiền Đa, Tình Cương.
Nguyên xưa, Tình Cương là tên gọi của một làng, hình thành vào khoảng cuối thế kỷ XVIII - đầu thế kỷ XIX. Sách "Chế thống dinh điền cựu bạ" do tác giả Tô Đức Vượng viết năm 1812 ghi: Làng Tình Cương thuộc xã Chế Nhuệ, huyện Hoa Khê, phủ Lâm Thao, trấn Sơn Tây.
Năm 1903, Hưng Hóa đổi tên thành tỉnh Phú Thọ, làng Tình Cương lúc đó là một trong 8 làng của tổng Chương Xá, huyện Cẩm Khê, tỉnh Phú Thọ, gồm các làng Tình Cương, Chế Nhuệ, Hanh Cù, Phiên Quận, Tang Châu, Hiền Đa, Phú Lạc và Chương Xá.
Đầu năm 1946, bỏ cấp tổng, tổng Chương Xá đổi tên thành xã Nhật Tiến, gồm các thôn: Tình Cương, Chế Nhuệ, Hanh Cù, Phiên Quận, Tang Châu, Hiền Đa, Phú Lạc, Chương Xá.
Đầu năm 1948, xã Nhật Tiến được chia tách thành 3 xã mới là Hiền Đa, Thanh Lâm và Nhật Tiến. Xã Nhật Tiến gồm 5 thôn: Tình Cương, Chế Nhuệ, Hanh Cù, Phiên Quận, Tang Châu.
Tháng 8 năm 1964, xã Nhật Tiến được đổi tên thành xã Tình Cương.
Trước khi sáp nhập, xã Hiền Đa có diện tích 2,83 km², dân số là 1.897 người, mật độ dân số đạt 670 người/km². Xã Cát Trù có diện tích 3,57 km², dân số là 3.455 người, mật độ dân số đạt 968 người/km². Xã Tình Cương có diện tích 4,86 km², số là 3.120 người, mật độ dân số đạt 642 người/km².
Ngày 17 tháng 12 năm 2019, Ủy ban Thường vụ Quốc hội ban hành Nghị quyết 828/NQ-UBTVQH14 về việc sắp xếp các đơn vị hành chính cấp xã thuộc tỉnh Phú Thọ (nghị quyết có hiệu lực từ ngày 1 tháng 1 năm 2020). Theo đó, sáp nhập toàn bộ diện tích và dân số của ba xã Cát Trù, Hiền Đa và Tình Cương thành xã Hùng Việt.